# Стародобровільське
Стародоброві́льське — село в Україні, Криворізькому районі (з 2020 року) Дніпропетровської області. 
Орган місцевого самоврядування — Новолатівська сільська рада. Населення — 314 мешканців.

## Географія
Село Стародобровільське знаходиться на правому березі річки Інгулець, вище за течією за 1,5 км розташоване село Новоселівка, нижче за течією за 2,5 км розташований смт Зелене (Криворізька міська рада), на протилежному березі — село Новолатівка.

## Історія
- 2003 — змінено статус з селища на село.

## Населення

### Мова
Розподіл населення за рідною мовою за даними перепису 2001 року:
| Мова       | Кількість | Відсоток |
| ---------- | --------- | -------- |
| українська | 300       | 95.54%   |
| російська  | 14        | 4.46%    |
| Усього     | 625       | 100%     |

## Інтернет-посилання
- Погода в селі Стародобровільське